# تمرد 31 مايو - 2 يونيو 1793
أسفر تمرد 31 مايو - 2 يونيو 1793، خلال الثورة الفرنسية، عن سقوط حزب الجيرونديين تحت ضغوط من الطبقة العامة الدنيا، ونادي اليعاقبة، ومجموعة الجبل (المونتانيارد) في المؤتمر الوطني الفرنسي. يعتبر هذا التمرد، بأثره وأهميته، واحدًا من أكبر 3 أحداث عصيان شعبي كبيرة شهدتها الثورة الفرنسية، بعد تمردي 14 يوليو 1789 و10 أغسطس 1792.

## خلفية
هيمن الجيرونديون خلال حكومة المجلس التشريعي الوطني (أكتوبر 1791 - سبتمبر 1792) على السياسة الفرنسية.
بعد بداية ولاية المؤتمر الوطني المنتخب حديثا في سبتمبر 1792، أصبح فصيل الجيرونديين (نحو 150 عضوًا) أكبر من فصيل المونتانيارد (نحو 120)؛ وكانت معظم الوزارات في أيدي أصدقاء أو حلفاء الجيرونديين، وكانت أيضا بيروقراطية الدولة والمحافظات تحت سيطرتهم.
انتظرت فرنسا أن يقدم المؤتمر دستوره، بدلًا من ذلك وبحلول ربيع عام 1793، شهدت حربًا أهلية وغزوًا وصعوبات ومخاطر. تدهورت الحالة الاقتصادية بسرعة. وبحلول نهاية فصل الشتاء توقف تداول الحبوب تماما وتضاعفت أسعارها. وعلى عكس نصيحة سانت جوس، كانت كميات كبيرة من الأسينيات لا تزال توضع قيد التداول. وفي فبراير 1793، انخفضت إلى 50% من قيمتها الظاهرية. الأمر الذي أدى إلى التضخم والمضاربة.
دفعت الانتكاسات والإخفاقات العسكرية ضد التحالف الأول، وخيانة دوموريز، وحرب فونديه التي بدأت في مارس 1793، العديدَ من الجمهوريين نحو المونتانيارد. واضطر الجيرونديون إلى قبول إنشاء لجنة السلامة العامة والمحكمة الثورية.
ومع أن عجز الجيرونديون عن درء كل هذه المخاطر بات واضحًا، إلا أن المونتانيارد في عزمهم على «إنقاذ الثورة» كانوا يتبنون تدريجيا البرنامج السياسي الذي اقترحه المقاتلون الشعبيون. وكانت السلطة تمر بأيدي 150 فردًا من المونتانيارد المنتدبين للمقاطعات والقوات المسلحة. وشهد الجيرونديون انخفاضًا في نفوذهم الداخليّ، وازداد عدد العرائض المناهضة لبريسوت بحلول أواخر مارس 1793.

## نحو الأزمة
في 5 أبريل، بعث اليعاقبة برئاسة مارات، برسالة تعميمية إلى المجتمعات الشعبية في المقاطعات يدعونهم فيها إلى المطالبة باستدعاء وفصل الذين صوتوا لصالح قرار إعدام الملك لإحالتهم إلى الشعب. وفي 13 أبريل، اقترح غواديت توجيه الاتهام إلى مارات، بصفته رئيسا للنادي، بالتوقيع على ذلك التعميم، وأقر المجلس هذا الاقتراح بأغلبية 226 صوتًا مقابل 93 صوتًا وامتناع 47 عضوًّا عن التصويت، بعد مناقشة غاضبة. أحيلت قضية مارات إلى المحكمة الثورية، حيث قدم مارات نفسه «كرسول وشهيد للحرية»، وتمت تبرئته في 24 أبريل. وفي 15 أبريل، قدم خمسة وثلاثون قسمًا من الثمانية والأربعين لباريس التماسًا إلى المجلس كان قد أطلق فيه أشد عبارات التهديد ضد أبرز 22 من الجيرونديين.
قلب جيروند هجومه على قلعة قوة المونتانيارد ذاتها، بلدية باريس، وذلك في رده على كتاب كاميل ديسمولينز (Histoire des Brissotins)، الذي قُرئَ في اليعاقبة في 17 مايو، في اليوم التالي ندد جواديت بسلطات باريس في المجلس واصفا إياها ب «السلطات المكرسة للفوضى، والطامعين وراء المال والسيطرة السياسية»: وكان اقتراحه يقضي بقمعهم على الفور. وأنشئت لجنة للتحقيق مؤلفة من اثني عشر عضًوا جميعهم من الجيرونديين. وأمرت هذه اللجنة باعتقال هيبرت في 24 مايو بسبب المقال المعادي للجيرونديين في العدد 239 من جريدة (Pere Duchesne). كما تم إلقاء القبض على مقاتلين آخرين، من بينهم فارلت ودوبسن، رئيس قسم المدينة. وقد أدت هذه الأمور إلى الأزمة الأخيرة.
في 25 مايو، طالبت البلدية بإطلاق سراح الوطنيين المعتقلين. وردا على ذلك، أنطلق إيسنارد، الذي كان يترأس المجلس، في خطاب مرير ضد باريس وهو ما يذكر بشكل مثير للغضب ببيان برونزويك: «إذا حصل اعتداء على أشخاص من ممثلي الشعب، أقول لكم باسم البلد بأسره أن باريس ستدمّر؛ قريبًا سيبحث الناس على طول ضفاف نهر السين لمعرفة ما إذا كانت باريس قد وجدت يومًا ما».
في اليوم التالي، في نادي اليعاقبة، دعا روبسبيير الشعب إلى الثورة. وأعلن اليعاقبة أنفسهم في حالة تمرد.
في 28 مايو، دعا قسم المدينة الأقسام الأخرى إلى اجتماع في اليوم التالي في قصر الأسقف لتنظيم التمرد. أفرج عن فارلت ودوبسن من السجن في اليوم السابق بناء على أوامر المجلس، وكانوا حاضرين في الاجتماع. وفي 29 من الشهر نفسه، شكل المندوبون الذين يمثلون ثلاثة وثلاثين قسمًا لجنة تمرديّة من تسعة أشخاص.
كان معظم أعضائه من الشباب نسبيًّا وغير المعروفين كثيرًا، والواقع أن فارلت جعل من اسمه داعيًا؛ شغل هاسنفراتس منصبًا مهمًّا في مكتب الحرب؛ وكان دوبسن من أوائل هيئة المحلفين في المحكمة الثورية.